# カーティブ駅
カーティブ駅（カーティブえき、英語:Khatib MRT Station）は、シンガポールの北部にある、MRT南北線の高架駅。

## 駅構造
島式1面2線のホームを持つ駅。
| A | ■南北線 | ジュロン・イースト方面 |
| B | ■南北線 | マリーナ・ベイ方面     |

## 歴史
- 1988年12月20日 開業
- 2011年9月30日 ホームドアが運用開始

## ギャラリー

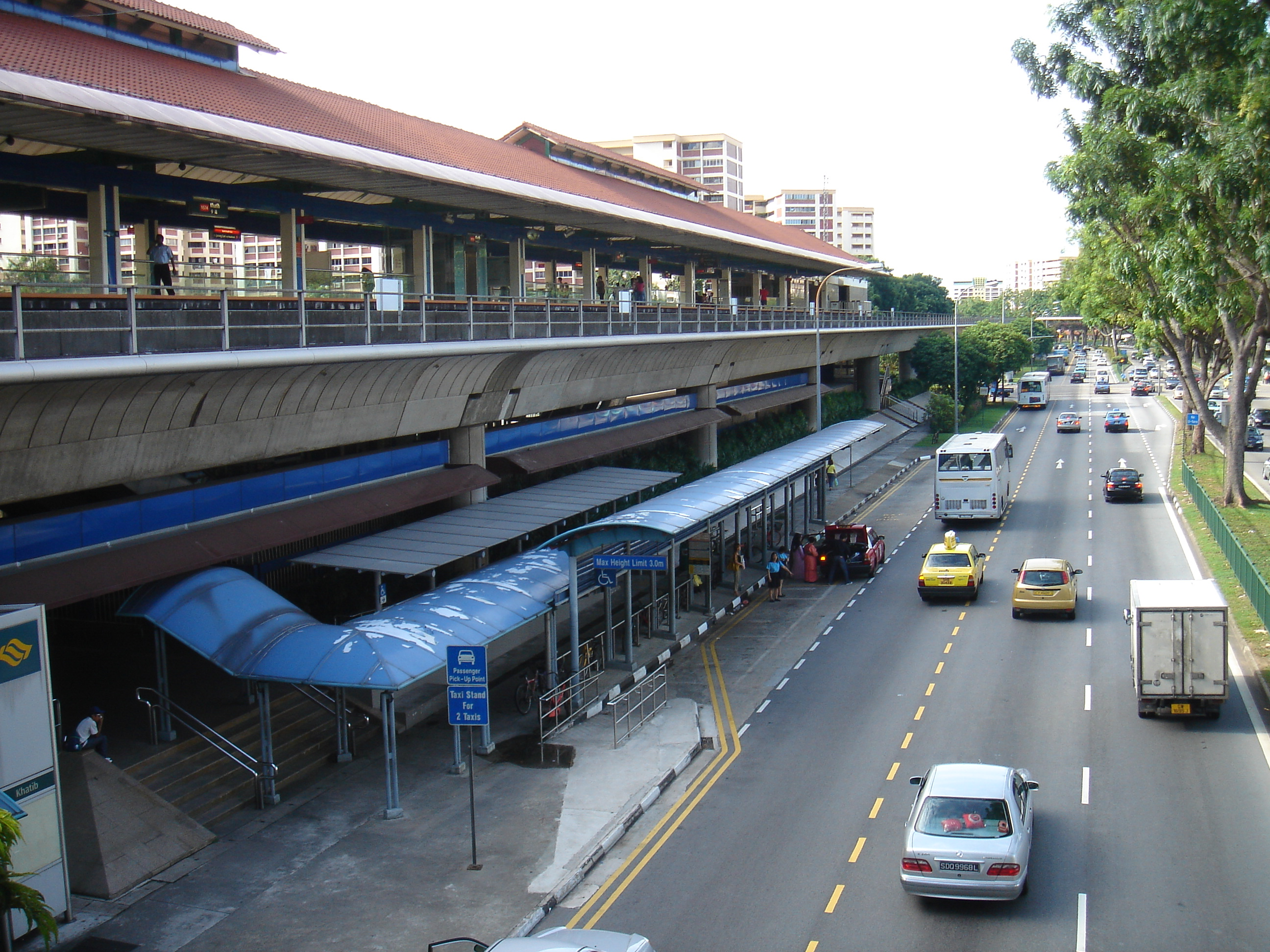
カーティブ駅